# Philipp Klement
Philipp Klement (ur. 9 września 1992 w Ludwigshafen am Rhein) – niemiecki piłkarz występujący na pozycji pomocnika w niemieckim klubie VfB Stuttgart. Wychowanek 1. FC Kaiserslautern, w trakcie swojej kariery grał także w takich zespołach, jak 1. FC Nürnberg II, Hansa Rostock, Mainz 05 oraz Paderborn 07. Młodzieżowy reprezentant Niemiec.